# Маршал (окръг, Индиана)
Вижте пояснителната страница за други значения на Маршал.
Окръг Маршал (на английски: Marshall County) е окръг в щата Индиана, Съединени американски щати. Площта му е 1165 km², а населението е 46 095 души (1 април 2020). Административен център е град Плимът.